# Trillium simile
Trillium simile är en nysrotsväxtart som beskrevs av Henry Allan Gleason. Trillium simile ingår i släktet treblad, och familjen nysrotsväxter. Inga underarter finns listade.

## Bildgalleri